# 金哲柱 (軍人)
金 哲柱（キム・チョルジュ、朝鮮語: 김철주、1916年6月12日 - 1935年6月14日）は、日本統治時代の朝鮮の軍人、独立運動家。北朝鮮の初代最高指導者金日成の弟。

## 生涯
1916年、平安南道大同郡で金亨稷と康盤石の次男として誕生。1926年に、小学校に通う際、革命組織であるセナル少年同盟（朝鮮少年団の前身）のメンバーとなり、新聞『セナル』の発行に参加。1930年代初頭に、抗日遊撃隊に入隊。1935年、延吉の石人溝付近において、日本軍との戦闘により死亡。遺骨の回収はできなかったが、後に大城山革命烈士陵に墓地が設けられた。

## 栄誉
以下に、金哲柱の名が付与された。
- 金哲柱師範大学（朝鮮語版）
- 金哲柱砲兵総合軍官学校（朝鮮語版）